# ريك هيوز
ريك هيوز (22 أغسطس 1973 في الولايات المتحدة - ) (بالإنجليزية: Rick Hughes)‏ هو لاعب كرة سلة أمريكي في مركز هجوم قوي الجسم. لعب مع دالاس مافيريكس وSanta Cruz Warriors ‏.

## وصلات خارجية
- ريك هيوز على موقع إن بي أي (الإنجليزية)
- ريك هيوز على موقع سبورتس رفرنس (الإنجليزية)
- ريك هيوز على موقع الدوري الإسباني لكرة السلة (الإسبانية)
- ريك هيوز على موقع كرة السلة الأوروبية.كوم (الإنجليزية)
- ريك هيوز على موقع ريلجم (الإنجليزية)
- ريك هيوز على موقع بروبوليرز (الإنجليزية)
- ريك هيوز على موقع سبورتس رفرنس (الإنجليزية)